# OU Близнецов
OU Близнецов (лат. OU Geminorum, HD 45088) — кратная звезда в созвездии Близнецов на расстоянии приблизительно 48,2 световых лет (около 14,8 парсек) от Солнца. Видимая звёздная величина звезды — от +6,81m до +6,76m. Возраст звезды определён как составляющий около 250 млн лет*.

## Характеристики
Первый компонент (HD 45088Aa) — оранжевый карлик, вращающаяся переменная звезда типа BY Дракона (BY) спектрального класса K0, или K2Ve, или K3Vk. Масса — около 0,8 солнечной, радиус — около 1,136 солнечного, светимость — около 0,486 солнечной. Эффективная температура — около 4786 К.
Второй компонент (HD 45088Ab) — оранжевый карлик спектрального класса K5V. Масса — около 0,66 солнечной, радиус — около 0,63 солнечного, светимость — около 0,147 солнечной. Эффективная температура — около 4508 К*. Орбитальный период — около 6,99 суток*.
Третий компонент — коричневый карлик. Масса — около 25,45 юпитерианских. Удалён в среднем на 1,388 а.е..
Четвёртый компонент (HD 45088B) — оранжевая звезда спектрального класса K. Видимая звёздная величина звезды — +13,7m. Эффективная температура — около 4573 К. Удалён на 1,3 угловой секунды.